# 奔奔
《嘿！奔奔》(日語：へーい!ブンブー)又叫《鬼馬呠呠車》，是1985年- 1986年的一套日本动画。中国大陆曾经引进此片，并引起广大反响。此片也曾由臺灣電視公司引進和播出，播出名稱為「萬能寶貝車」。

## 内容
故事以一个小孩与一辆会说话（或有生命）的汽车的寻亲历险故事为主。